# Ché Adams
Ché Zach Everton Fred Adams (* 13. července 1996 Leicester) je profesionální fotbalista, který hraje na pozici útočníka za anglický klub Southampton FC a za skotský národní tým.
Adams zahájil svou kariéru v neligových anglických klubech Oadby Town a Ilkestonu, než přestoupil do třetiligového Sheffieldu United na konci roku 2014. Do srpna 2016 odehrál 48 ligových utkání v dresu The Blades před přestupem do Birminghamu City. Po třech sezónách v Birminghamu se v roce 2019 přesunul do prvoligového Southamptonu.
Adams reprezentoval svou rodnou Anglii na úrovni do 20 let v roce 2015. Prostřednictvím svých předků byl způsobilý reprezentovat Skotsko. Ve skotské reprezentaci debutoval v roce 2021. Na Euro 2020 se stal prvním hráčem jiné než bílé barvy pleti, který reprezentoval Skotsko na velkém závěrečném turnaji.

## Klubová kariéra
Adams se narodil v Leicesteru, kde nastupoval v akademii místního klubu Highfield Rangers. Jako sedmiletý nastoupil do akademie Coventry City, ze které odešel po sedmi letech. Poté hrál za klub mládež leicesterského klubu St Andrews. V roce 2012 se připojil ke klubu Oadby Town. V sezóně 2012/13, ve věku 16 let, odehrál za Oadby 33 utkání v deváté nejvyšší anglické lize, ve kterých vstřelil pět branek.

### Ilkeston
Adams získal stipendium v akademii Ilkestonu. V A-týmu debutoval 13. října 2013 při výhře 3:2 mad Stocksbridge Park Steels, Svůj první gól v klubu vstřelil 5. dubna v zápase proti Ashton United, když uzavřel skóre na konečných 3:1.
Na začátku sezóny 2014/15 podepsal novou jednoletou smlouvu poté, co v zápase proti Traffordu dvakrát skóroval.

### Sheffield United
Dne 14. listopadu 2014 přestoupil Adams do třetiligového Sheffieldu United, kde podepsal dvouletou smlouvu. Adams si odbyl svůj debut v klubu 16. prosince při domácím vítězství 1:0 nad Southamptonem, když v zápase čtvrtfinále EFL Cupu odehrál celý druhý poločas. O čtyři dny debutoval v League One při remíze 1:1 s Walsallem na Bramall Lane.
V odvetném zápase semifinále Ligového poháru proti Tottenhamu Hotspur, dne 28. ledna 2015, vystřídal Adams Jamala Campbella-Ryce v 74. minutě za stavu 0:1. O tři minuty později vstřelil svůj první gól v dresu Sheffieldu dvěma góly a za další dvě minuty se radoval ze své druhé vstřelené branky a podařilo se mu otočit průběh zápasu na 2:1, tento výsledek posouval utkání do prodloužení. V 88. minutě však Christian Eriksen vstřelil branku Tottenhamu na konečných 3:2. Adams odehrál v sezóně deset ligových utkání, a pomohl Sheffieldu k postupu do play-off. Ve druhém zápase semifinále proti Swindon Townu, dne 11. května, vystřídal na posledních pět minut Ryana Flynna a připsal si vyrovnávací branku na konečných 5:5. Do finále však postoupil, po vítězství 2:1 z prvního zápasu, Swindon Town.
Adams vstřelil své první ligové góly v dresu The Blades 15. srpna 2015, když dvakrát skóroval při výhře 2:0 proti Chesterfieldu. O deset dní později podepsal v United novou tříletou smlouvu. Adams se stal stabilním členem základní sestavy, když s útočníkem Billym Sharpem vytvořili nebezpečné útočné duo, ale v březnu 2016 ho manažer Nigel Adkins vyřadil ze základní sestavy, kvůli nedostatku pracovitosti na trénincích. V sezóně vstřelil celkem 12 gólů ve 41 soutěžních zápasech a byl zvolen nejlepším mladým hráčem klubu v sezóně.

### Birmingham City
V létě 2016 přestoupil Adams do druholigového Birminghamu City za částku okolo 2 miliónů euro. V klubu podepsal tříletou smlouvu.
Adams debutoval v Birminghamu 16. srpna jako střídající hráč při remíze 1:1 s Wiganem Athletic. V následujícím kole, o čtyři dny později, se objevil v základní sestavě utkání proti Wolverhamptonu Wanderers a ve 24. minutě otevřel skóre zápasu, který skončil porážkou Birminghamu 1:3.
Tři kola před koncem sezóny byl Birmingham na sestupových příčkách; trenér Gianfranco Zola z klubu odešel a nahradil ho Harry Redknapp. V předposledním zápase, doma s Huddersfield Town, byl Adams faulován v pokutovém území, následnou penaltu však Lukas Jutkiewicz neproměnil, a poté byl Adams ve 23. minutě utkání vyloučen. Birmingham i přesto zápas zvítězil a červená karta pro Adamse byla po odvolání zrušena, a tak mohl nastoupit do posledního zápasu sezóny proti Bristolu City. V zápase vstřelil Adams jedinou branku utkání, a zajistil tak Birminghamu udržení se v Championship. Nastoupil do 40 ligových zápasů a vstřelil 7 gólů; stal se nejlepším mladým hráčem klubu za sezónu.
V září 2017 podepsal Adams novou pětiletou smlouvu. Adams zahájil sezónu 2017/18 hattrickem v zápase EFL Cupu proti Crawley Townu. Velkou část podzimní části ročníku vynechal kvůli vracejícím se zraněním hamstringů.
Tým se trápil na spodku tabulky a manažera Cotterilla, který do klubu přišel v říjnu 2017 po odvolání Redknappa, nahradil Garry Monk, který hrál Adamse spolu Jutkiewiczem v základní sestavě ve formaci 4–4–2. Spojení útočné dvojice bylo narušeno Adamsovou červenou kartou z utkání proti Boltonu, za kterou dostal trest na 3 ligová utkání. V posledním ligovém kole se střelecky prosadil do sítě Fulhamu při výhře 3:1, díky které se Birmingham opět udržel v druhé nejvyšší soutěži. Sezónu ukončil jako nejlepší střelec klubu s pouhými 9 brankami ve všech soutěžích.
Dne 22. září vstřelil obě branky Birminghamu při výhře 2:1 nad Leedsem United. 10. listopadu zaznamenal hattrick do sítě Hullu City, zápas však skončil remízou 3:3. Na začátku roku 2019 měl skvělou střeleckou formu, když v se prosadil ve všech prvních šesti zápasech nového roku; přičemž síť QPR rozvlnil dokonce třikrát, připsal si tedy na své konto další ligový hattrick.
Na konci lednového přestupového období, ve kterém měly o Adamse zájem mnohé prvoligové kluby, vstřelil již 15 gólů a díky dalším šesti únorovým brankám se z něj stal první hráč Birminghamu, který dal 20 ligových branek v sezóně od roku 1995, kdy se to podařilo Stevovi Claridgemu. Adams získal za své výkony ocenění pro nejlepšího hráče EFL Championship za měsíc únor. Byl jmenován do nejlepší jedenáctky soutěže za sezónu 2018/19 a byl nominován po boku Teemu Pukkiho z Norwiche City a Billyho Sharpa z Sheffieldu United na ocenění pro nejlepšího hráče soutěže. Stal se také nejlepším hráčem klubu, a to jak podle fanoušků, tak podle hráčů. Jeho lednová branka při remíze 3:3 proti Swansea City se stala nejkrásnějším gólem Sheffieldu sezóny.

### Southampton
Dne 1. července 2019 přestoupil Adams do prvoligového Southamptonu za poplatek ve výši asi 15 milionů liber a podepsal smlouvu na pět let. Adams debutoval v Premier League 10. srpna při porážce 3:0 proti Burnley.
Dne 5. července 2020 vstřelil Adams svůj první gól za Southampton, při vítězství 1:0 nad Manchesterem City. Druhou branku zaznamenal o dva týdny později při venkovní výhře 2:0 nad Bournemouthem. Poté dvakrát skóroval 26. července 2020 při vítězství Southamptonu 3:1 nad svým bývalým klubem Sheffieldem United v posledním kole sezóny.
Adams vstřelil svůj první gól v sezóně 2020/21 17. října 2020 při remíze 3:3 s Chelsea; v zápase také asistoval na branku Dannyho Ingse. Během zápasu s West Hamem United byl Adams omylem kopnut do hlavy Craigem Dawsonem; kvůli otřesu mozku vynechal zápas Southamptonu s Liverpoolem.

## Reprezentační kariéra
Adams měl možnost reprezentovat Anglii, jeho zemi jeho narození, stejně jako Antiguu a Barbudu - jeho otec pocházel z Antiguy – a Skotsko prostřednictvím své babičky z matčiny strany.
V říjnu 2014 byl poprvé povolán do reprezentace Antiguy a Barbudy na zápasy kvalifikace na Karibského poháru; pozvánku ale odmítl. Začátkem září 2015 byl povolán do týmu anglické reprezentace do 20 let na dva zápasy proti České republice. Debutoval 5. září při vítězství 5:0, kde na posledních 17 minut vystřídal Tylera Walkera, a objevil se v základní sestavě druhého zápasu, při porážce 1:0.
Adamse v roce 2017 oslovila Skotská fotbalová asociace, ohledně reprezentování Skotska na reprezentační úrovni, nicméně Adams pozvánku nepřijal. V březnu 2021 Adams projevil svou touhu po povolání do skotské reprezentace a popřel zprávy, že jeho jedinou motivací byla účast na letním Euro 2020, a byl povolán na zápasy kvalifikace na Mistrovství světa 2022 proti Rakousku, Izraeli a Faerským ostrovům. Debutoval 25. března jako náhradník v zápase proti Rakousku, a o šest dní později vstřelil svůj první reprezentační gól při vítězství 4:0 nad Faerskými ostrovy. Adams byl nominován na závěrečný turnaj Euro 2020, nastoupil do všech třech zápasů základní skupiny a se stal prvním hráčem jiné než bílé barvy pleti, který reprezentoval Skotsko na velkém závěrečném turnaji.

## Statistiky

### Klubové
K 21. září 2021
| Klub             | Sezóna  | Liga                 | Liga   | Liga | FA Cup | FA Cup | EFL Cup | EFL Cup | Ostatní | Ostatní | Celkem | Celkem |
| Klub             | Sezóna  | Liga                 | Zápasy | Góly | Zápasy | Góly   | Zápasy  | Góly    | Zápasy  | Góly    | Zápasy | Góly   |
| ---------------- | ------- | -------------------- | ------ | ---- | ------ | ------ | ------- | ------- | ------- | ------- | ------ | ------ |
| Ilkeston         | 2013/14 | NPL Premier Division | 23     | 1    | —      | —      | —       | —       | 5       | 0       | 28     | 1      |
| Ilkeston         | 2014/15 | NPL Premier Division | 17     | 8    | 3      | 0      | —       | —       | 1       | 1       | 21     | 9      |
| Ilkeston         | Celkem  | Celkem               | 40     | 9    | 3      | 0      | —       | —       | 6       | 1       | 49     | 10     |
| Sheffield United | 2014/15 | League One           | 11     | 1    | 0      | 0      | 2       | 2       | —       | —       | 13     | 3      |
| Sheffield United | 2015/16 | League One           | 36     | 11   | 2      | 0      | 2       | 0       | 1       | 1       | 41     | 12     |
| Sheffield United | 2016/17 | League One           | 1      | 0    | —      | —      | —       | —       | —       | —       | 1      | 0      |
| Sheffield United | Celkem  | Celkem               | 48     | 12   | 2      | 0      | 4       | 2       | 1       | 1       | 55     | 15     |
| Birmingham City  | 2016/17 | Championship         | 40     | 7    | 2      | 0      | 0       | 0       | —       | —       | 42     | 7      |
| Birmingham City  | 2017/18 | Championship         | 30     | 5    | 2      | 1      | 1       | 3       | —       | —       | 33     | 9      |
| Birmingham City  | 2018/19 | Championship         | 46     | 22   | 1      | 0      | 1       | 0       | —       | —       | 48     | 22     |
| Birmingham City  | Celkem  | Celkem               | 116    | 34   | 5      | 1      | 2       | 3       | —       | —       | 123    | 38     |
| Southampton      | 2019/20 | Premier League       | 30     | 4    | 3      | 0      | 2       | 0       | —       | —       | 35     | 4      |
| Southampton      | 2020/21 | Premier League       | 36     | 9    | 5      | 0      | 1       | 0       | —       | —       | 42     | 9      |
| Southampton      | 2021/22 | Premier League       | 4      | 0    | 0      | 0      | 1       | 0       | —       | —       | 5      | 0      |
| Southampton      | Celkem  | Celkem               | 70     | 13   | 8      | 0      | 4       | 0       | —       | —       | 82     | 13     |
| Celkem           | Celkem  | Celkem               | 274    | 68   | 18     | 1      | 10      | 5       | 7       | 2       | 309    | 76     |

### Reprezentační
K 7. září 2021
| Skotsko | Skotsko | Skotsko |
| Rok     | Zápasy  | Góly    |
| ------- | ------- | ------- |
| 2021    | 10      | 2       |
| Celkem  | 10      | 2       |

K 7. září 2021. Skóre a výsledky Skotska jsou vždy zapisovány jako první
| Gól | Datum           | Místo                                      | Soupeř          | Skóre | Výsledek | Soutěž                                |
| --- | --------------- | ------------------------------------------ | --------------- | ----- | -------- | ------------------------------------- |
| 1.  | 31. března 2021 | Hampden Park, Glasgow, Skotsko             | Faerské ostrovy | 3:0   | 4:0      | Kvalifikace na Mistrovství světa 2022 |
| 2.  | 6. června 2021  | Stade Josy Barthel, Lucemburk, Lucembursko | Lucembursko     | 1:0   | 1:0      | Přátelský zápas                       |

## Ocenění

### Individuální
- Mladý hráč roku Birminghamu City: 2016/17[33]
- Hráč měsíce EFL Championship: únor 2019[49]
- Hráč roku Birminghamu City podle fanoušků: 2018/19[51]
- Hráč roku Birminghamu City podle hráčů: 2018/19[51]
- Gól roku Birminghamu City: 2018/19[51]